# Elezioni regionali in Abruzzo del 2014
Le elezioni regionali italiane del 2014 in Abruzzo si sono tenute il 25 maggio, in concomitanza con le elezioni europee dello stesso anno.
Luciano D'Alfonso del Partito Democratico, candidato del centro-sinistra, è stato eletto Presidente della Regione Abruzzo col 46,26% dei voti. Il governatore uscente di Forza Italia Giovanni Chiodi, appoggiato dal centro-destra è stato sconfitto, ottenendo il 29,26%. Terza classificata, col 21,41%, l'esponente del Movimento 5 Stelle Sara Marcozzi, mentre Maurizio Acerbo di Un'Altra Regione ha raccolto il 3,08%.
La prima lista è stata quella del Partito Democratico, col 25,41%, seguita dal Movimento 5 Stelle (21,36%) e da Forza Italia (16,67%). Hanno, poi, superato la soglia di sbarramento del 2% anche il Nuovo Centrodestra - Unione di Centro (5,98%), Regione facile e veloce (5,50%), Abruzzo Civico (5,00%), Abruzzo futuro (3,73%), Fratelli d'Italia - Alleanza Nazionale (2,90%), Centro Democratico (2,52%), Sinistra Ecologia Libertà (2,40%) e Italia dei Valori (2,12%). Fuori dalla soglia del 4%, prevista per le liste non coalizzate, Un'Altra Regione con Acerbo, che si è fermato al 3,01%.
La corte d'appello ha corretto un errore materiale di trasmissione dei dati elettorali che ha alterato l'iniziale attribuzione dei seggi.
L'affluenza alle urne è stata del 61,55%, pari a 745.865 elettori (gli aventi diritto erano 1.211.678).

## Legge elettorale
Le elezioni regionali in Abruzzo sono disciplinate da una norma nazionale, valida per tutte le regioni a statuto ordinario (legge Tatarella) e da una legge regionale, la n. 9 del 2 aprile 2013.

### Sistema elettorale
Sia il Presidente della Regione sia i membri del Consiglio regionale sono eletti a suffragio universale.
Diventa governatore il candidato che ottiene la maggioranza dei voti validi a livello regionale. Questi deve essere collegato ad una lista o ad una coalizione - in questo caso la legge parla di Patto di coalizione - in corsa per il Consiglio regionale. Alla lista (o alla coalizione) del presidente eletto viene, quindi, attribuita una maggioranza compresa tra il 60% e il 65% dei seggi.
L'elezione del Consiglio, invece, prevede una competizione tra liste, presentate all'interno delle quattro circoscrizioni abruzzesi, coincidenti con le quattro province della Regione. È compito del Presidente della Regione fissare il numero di seggi per ciascuna circoscrizione, tramite apposito decreto. 
Il sistema elettorale è un proporzionale, con soglia di sbarramento al 4% per le liste non coalizzate e al 2% per quelle inserite in una coalizione.

### Modalità di voto
Gli elettori hanno votato le due cariche su un'unica scheda. Erano possibili le seguenti modalità:
- Voto alla sola lista circoscrizionale, che si considerava estesa anche al candidato presidente collegato. In questa circostanza era possibile anche esprimere una preferenza per un candidato consigliere, indicandone il cognome o il nome e cognome[12];
- Voto al solo candidato presidente[13];
- Voto al candidato presidente e ad una lista circoscrizionale. Non era possibile, tuttavia, effettuare il cosiddetto voto disgiunto, ragion per cui l'elettore non poteva scegliere un candidato presidente e una lista circoscrizionale ad esso non collegata[14].

### Riduzione del numero di consiglieri (e assessori)
In ottemperanza ai decreti legge 138/2011 e 174/2012 il Consiglio regionale dell'Abruzzo ha provveduto, con la legge statutaria regionale n. 1 del 2 aprile 2013, a ridurre il numero dei consiglieri regionali, passati da 45 a 31, e degli assessori che, da dieci, sono diventati sei.
Rispetto alla tornata precedente è stato abolito il listino, che permetteva ad un quinto dei consiglieri di essere eletti tramite un meccanismo maggioritario.

## Candidati e liste
Alla competizione hanno preso parte 4 candidati e 14 liste. Inizialmente aveva annunciato la sua candidatura anche l'ex deputato Pio Rapagnà alla testa di una lista civica, ma, in seguito, si è ritirato.

### Centro-sinistra
La coalizione di centro-sinistra è stata composta da otto liste, di cui cinque partiti e tre liste civiche. Hanno aderito Partito Democratico, Sinistra Ecologia Libertà, Centro Democratico, Partito Socialista Italiano, Italia dei Valori e Scelta Civica per l'Italia, che ha presentato candidati all'interno della lista Abruzzo Civico del giornalista Giulio Borrelli.
Il candidato alla presidenza della regione è stato selezionato tramite le primarie di coalizione, che si sono tenute il 9 marzo 2014. Le elezioni sono state vinte da Luciano D'Alfonso, esponente del Partito Democratico, col 76,2% dei voti, che ha sconfitto Franco Caramanico di Sinistra Ecologia Libertà (13,6%) e Alfonso Mascitelli dell'Italia dei Valori, fermo al 10,2%. Hanno partecipato 41.287 elettori.

### Centro-destra
La coalizione di centro-destra è stata composta da quattro liste, di cui tre riconducibili a partiti e una lista civica. Essa è stata formata da Forza Italia, Fratelli d'Italia - Alleanza Nazionale, Nuovo Centrodestra - Unione di Centro e Abruzzo Futuro.
Il candidato presidente è stato Giovanni Chiodi, governatore uscente, la cui seconda discesa in campo è stata direttamente ufficializzata da Silvio Berlusconi nel dicembre 2013. Rispetto alle precedenti elezioni regionali, l'ex sindaco di Teramo è stato sostenuto anche dall'Unione di Centro.

### Movimento 5 Stelle
Il Movimento 5 Stelle si presentava per la prima volta al Consiglio regionale dell'Abruzzo. Nelle elezioni politiche dell'anno precedente, il partito di Grillo era risultato il più votato in tutta la regione, superando anche le coalizioni di centro-destra e centro-sinistra.
Optando per una corsa in solitaria, come nel centro-sinistra, anche i pentastellati hanno indetto le primarie per la scelta del candidato governatore. Rispetto a quelle del Partito Democratico e dei suoi alleati, però, si è trattato di elezioni chiuse, in quanto riservate agli iscritti al portale nazionale del movimento. Le votazioni si sono tenute il 17 marzo 2014 e hanno visto la vittoria dell'avvocato teatino Sara Marcozzi, che ha ottenuto 346 voti su 1.126 validi.

### Un'Altra Regione
In opposizione ai partiti di Centro-sinistra, che hanno candidato alla presidenza Luciano D'Alfonso, l'esponente di Rifondazione Comunista Maurizio Acerbo è sceso in campo, col sostegno della lista Un'Altra Regione con Acerbo.

## Risultati
|                                                                 | Luciano D'Alfonso ✔️ Presidente                                 | 319 887                                                         | 46,26 | Partito Democratico                                          | 171 520 | 25,51 | 10 |  |  |
| Regione Facile e Veloce                                         | Luciano D'Alfonso ✔️ Presidente                                 | 319 887                                                         | 46,26 | 36 942                                                       | 5,49    | 2     |    |  |  |
| Abruzzo Civico                                                  | Luciano D'Alfonso ✔️ Presidente                                 | 319 887                                                         | 46,26 | 33 949                                                       | 5,05    | 2     |    |  |  |
| Centro Democratico                                              | Luciano D'Alfonso ✔️ Presidente                                 | 319 887                                                         | 46,26 | 17 031                                                       | 2,53    | 1     |    |  |  |
| Sinistra Ecologia Libertà                                       | Luciano D'Alfonso ✔️ Presidente                                 | 319 887                                                         | 46,26 | 16 156                                                       | 2,40    | 1     |    |  |  |
| Italia dei Valori                                               | Luciano D'Alfonso ✔️ Presidente                                 | 319 887                                                         | 46,26 | 14 395                                                       | 2,14    | 1     |    |  |  |
| Partito Socialista Italiano                                     | Luciano D'Alfonso ✔️ Presidente                                 | 319 887                                                         | 46,26 | 11 936                                                       | 1,77    | –     |    |  |  |
| Valore Abruzzo                                                  | Luciano D'Alfonso ✔️ Presidente                                 | 319 887                                                         | 46,26 | 11 338                                                       | 1,69    | –     |    |  |  |
|                                                                 | Giovanni Chiodi                                                 | 202 346                                                         | 29,26 | Forza Italia                                                 | 112 316 | 16,70 | 4  |  |  |
| Nuovo Centrodestra - Unione di Centro                           | Giovanni Chiodi                                                 | 202 346                                                         | 29,26 | 40 394                                                       | 6,01    | 1     |    |  |  |
| Abruzzo Futuro-Chiodi Presidente                                | Giovanni Chiodi                                                 | 202 346                                                         | 29,26 | 25 232                                                       | 3,75    | 1     |    |  |  |
| Fratelli d'Italia - Alleanza Nazionale                          | Giovanni Chiodi                                                 | 202 346                                                         | 29,26 | 19 856                                                       | 2,95    | –     |    |  |  |
| Seggio assegnato al candidato presidente classificatosi secondo | Seggio assegnato al candidato presidente classificatosi secondo | Seggio assegnato al candidato presidente classificatosi secondo | 29,26 | 1                                                            |         |       |    |  |  |
|                                                                 | Sara Marcozzi                                                   | 148 035                                                         | 21,41 | Movimento 5 Stelle                                           | 141 152 | 20,99 | 6  |  |  |
|                                                                 | Maurizio Acerbo                                                 | 21 224                                                          | 3,07  | Un'Altra Regione con Acerbo (PRC - Libertà è Partecipazione) | 20 250  | 3,01  | –  |  |  |
| Totale                                                          | Totale                                                          | 691 492                                                         | 100   |                                                              | 672 467 | 100   | 30 |  |  |
|                                                                 |                                                                 |                                                                 |       |                                                              |         |       |    |  |  |
| Schede bianche                                                  | Schede bianche                                                  | 25 122                                                          | 3,37  |                                                              |         |       |    |  |  |
| Schede nulle                                                    | Schede nulle                                                    | 29 251                                                          | 3,92  |                                                              |         |       |    |  |  |
| Votanti                                                         | Votanti                                                         | 745 865                                                         | 61,56 |                                                              |         |       |    |  |  |
| Elettori                                                        | Elettori                                                        | 1 211 678                                                       |       |                                                              |         |       |    |  |  |

Fonte: 
Fonte: Seggi assegnati in seguito alla correzione del verbale elettorale da parte della corte d'appello  Archiviato il 6 marzo 2016 in Internet Archive.

## Composizione del Consiglio regionale
| Liste             | Liste                                 | Liste   | Liste       |
| Gruppi consiliari | Gruppi consiliari                     | Seggi   | Diff.       |
| ----------------- | ------------------------------------- | ------- | ----------- |
|                   | Sinistra Ecologia Libertà             | 1 / 31  | [ seggi 1 ] |
|                   | Regione Facile                        | 2 / 31  | 2           |
|                   | Partito Democratico                   | 10 / 31 | 4           |
|                   | Centro Democratico                    | 1 / 31  | 1           |
|                   | Italia dei Valori                     | 1 / 31  | 4           |
|                   | Abruzzo Civico                        | 2 / 31  | 2           |
|                   | Rialzati Abruzzo!                     | 1 / 31  | 2           |
|                   | Nuovo Centrodestra - Unione di Centro | 1 / 31  | 1           |
|                   | Forza Italia                          | 5 / 31  | 5           |
|                   | Movimento 5 Stelle                    | 6 / 31  | 6           |
| Coalizioni        |                                       |         |             |
|                   | Coalizione di centro-sinistra         | 18 / 31 | 2           |
|                   | Coalizione di centro-destra           | 7 / 31  | 20          |
|                   | Movimento 5 Stelle                    | 6 / 31  | 6           |
| Totale            | Totale                                | 31 / 31 |             |

1. ↑  Differenza calcolata aggregando i seggi de La Sinistra (Sinistra Democratica-Federazione dei Verdi).
2. ↑  Differenza calcolata aggregando i seggi di UDC-UDEUR.

### Consiglieri eletti
| Nome                        | Lista                                | Coalizione                    | Circoscrizione       | Preferenze           | Note                                                                                             |
| --------------------------- | ------------------------------------ | ----------------------------- | -------------------- | -------------------- | ------------------------------------------------------------------------------------------------ |
| Luciano D'Alfonso           | Partito Democratico                  | Coalizione di centro-sinistra | Presidente eletto    | Presidente eletto    | Presidente di Giunta (Fino al 10/08/2018)                                                        |
| Silvio Paolucci             | Partito Democratico                  | Coalizione di centro-sinistra | Chieti               | 7.973                | Assessore                                                                                        |
| Dino Pepe                   | Partito Democratico                  | Coalizione di centro-sinistra | Teramo               | 7.678                | Assessore                                                                                        |
| Pierpaolo Pietrucci         | Partito Democratico                  | Coalizione di centro-sinistra | L'Aquila             | 7.095                |                                                                                                  |
| Bartolomeo Donato Di Matteo | Partito Democratico                  | Coalizione di centro-sinistra | Pescara              | 6.587                | Assessore (fino al 10/04/2018)                                                                   |
| Giuseppe Di Pangrazio       | Partito Democratico                  | Coalizione di centro-sinistra | L'Aquila             | 6.122                | Presidente del Consiglio                                                                         |
| Sandro Mariani              | Partito Democratico                  | Coalizione di centro-sinistra | Teramo               | 5.818                |                                                                                                  |
| Camillo D'Alessandro        | Partito Democratico                  | Coalizione di centro-sinistra | Chieti               | 4.782                | Sottosegretario alla Presidenza (fino al 10/09/2015) Fino al 10/04/2018 (Gli subentra Innaurato) |
| Alberto Balducci            | Partito Democratico                  | Coalizione di centro-sinistra | Pescara              | 3.855                |                                                                                                  |
| Luciano Monticelli          | Partito Democratico                  | Coalizione di centro-sinistra | Teramo               | 3.735                |                                                                                                  |
| Marinella Sclocco           | Partito Democratico                  | Coalizione di centro-sinistra | Pescara              | 3.680                | Assessore                                                                                        |
| Antonio Mario Innaurato     | Partito Democratico                  | Coalizione di centro-sinistra | Chieti               | 2.636                | Dal 10/04/2018 (Subentrato a D'Alessandro)                                                       |
| Alessio Monaco              | Regione Facile e Veloce              | Coalizione di centro-sinistra | Chieti               | 2.911                | Segretario del Consiglio                                                                         |
| Lorenzo Berardinetti        | Regione Facile e Veloce              | Coalizione di centro-sinistra | L'Aquila             | 2.677                | Assessore (dal 22/05/2018)                                                                       |
| Andrea Gerosolimo           | Abruzzo Civico                       | Coalizione di centro-sinistra | L'Aquila             | 5.493                |                                                                                                  |
| Mario Fiorentino Olivieri   | Abruzzo Civico                       | Coalizione di centro-sinistra | Chieti               | 2.259                |                                                                                                  |
| Maurizio Di Nicola          | Centro Democratico                   | Coalizione di centro-sinistra | L'Aquila             | 2.014                |                                                                                                  |
| Mario Mazzocca              | Sinistra Ecologia Libertà            | Coalizione di centro-sinistra | Pescara              | 1.166                | Assessore (fino al 10/09/2015)Sottosegretario alla Presidenza (dal 10/09/2015)                   |
| Lucrezio Paolini            | Italia dei Valori                    | Coalizione di centro-sinistra | Chieti               | 1.351                | Vicepresidente del Consiglio                                                                     |
| Giovanni Chiodi             | Forza Italia                         | Coalizione di centro-destra   | Candidato presidente | Candidato presidente |                                                                                                  |
| Paolo Gatti                 | Forza Italia                         | Coalizione di centro-destra   | Teramo               | 10.528               | Vicepresidente del Consiglio                                                                     |
| Mauro Febbo                 | Forza Italia                         | Coalizione di centro-destra   | Chieti               | 5.891                |                                                                                                  |
| Lorenzo Sospiri             | Forza Italia                         | Coalizione di centro-destra   | Pescara              | 4.671                |                                                                                                  |
| Emilio Iampieri             | Forza Italia                         | Coalizione di centro-destra   | L'Aquila             | 3.857                |                                                                                                  |
| Giorgio D'Ignazio           | Nuovo Centro Destra-Unione di Centro | Coalizione di centro-destra   | Teramo               | 3.353                | Segretario del Consiglio (fino al 10/04/2018) Assessore (dal 10/04/2018)                         |
| Mauro Di Dalmazio           | Abruzzo Futuro-Chiodi Presidente     | Coalizione di centro-destra   | Teramo               | 4.201                |                                                                                                  |
| Sara Marcozzi               | Movimento 5 Stelle                   | Movimento 5 Stelle            | Chieti               | 3.252                |                                                                                                  |
| Domenico Zaccardi Pettinari | Movimento 5 Stelle                   | Movimento 5 Stelle            | Pescara              | 2.289                |                                                                                                  |
| Piero Smargiassi            | Movimento 5 Stelle                   | Movimento 5 Stelle            | Chieti               | 1.816                |                                                                                                  |
| Riccardo Mercante           | Movimento 5 Stelle                   | Movimento 5 Stelle            | Teramo               | 1.767                |                                                                                                  |
| Gianluca Ranieri            | Movimento 5 Stelle                   | Movimento 5 Stelle            | L'Aquila             | 1.682                |                                                                                                  |
| Leandro Bracco              | Movimento 5 Stelle                   | Movimento 5 Stelle            | Pescara              | 1.092                | Segretario del Consiglio (dal 08/05/2018) Al Gruppo misto dal 30/04/2015                         |

## Analisi del voto

### Rapporto tra voto di lista e voto al presidente
Sia in termini di voto al presidente sia in quelli di voto alle liste e alle coalizioni, il centro-sinistra ha ampiamente superato il centro-destra. Luciano D'Alfonso, infatti, ha totalizzato 117. 541 voti in più di Giovanni Chiodi (con una differenza del 17,00%), mentre la sua coalizione ha superato l'alleanza della maggioranza uscente per 114.489 preferenze, ottenendo, in termini percentuali, il 17,07% in più.
| Candidato presidente               | Voti al Candidato | Voti alle liste | Differenza |
| ---------------------------------- | ----------------- | --------------- | ---------- |
| Luciano D'Alfonso (PD)             | 319.887           | 312.113         | 7.774      |
| Giovanni Chiodi (FI)               | 202.346           | 197.264         | 5.082      |
| Sara Marcozzi (M5S)                | 148.035           | 143.779         | 4.256      |
| Maurizio Acerbo (Un'Altra Regione) | 21.224            | 20.221          | 1.003      |

Come si evince dalla tabella riepilogativa, tutti i candidati presidente hanno ottenuto più voti delle liste o delle coalizioni a supporto. Se Luciano D'Alfonso è stato l'aspirante governatore che ha ottenuto più voti rispetto alla propria coalizione di riferimento (7.774 voti, pari a una differenza del 2,43%), a livello percentuale è stato Maurizio Acerbo il candidato che ha fatto registrare una variazione superiore tra voti al candidato e quelli alle liste (1.003 con una differenza del 4,72%).
Il presidente uscente Giovanni Chiodi, invece, ha ottenuto 5.082 voti in più, ossia una differenza del 2,53%, mentre Sara Marcozzi ha ricevuto 4.256 preferenze in più rispetto al Movimento 5 Stelle, che equivale a una differenza del 2,87%.

### Trend di voto
Rispetto alle precedenti elezioni, il presidente uscente Giovanni Chiodi ha perso 93.025 voti, passando dal 48,48% di sei anni prima al 29,26% del 2014, con una differenza di 19,22 punti. Al contrario, il governatore eletto Luciano D'Alfonso è andato meglio del candidato del centro-sinistra del 2008 Carlo Costantini: in termini di voti guadagna 61.688 preferenze, mentre, a livello percentuale passa dal 42,67% al 46,26%, cioè un aumento del 3,59%.
| Lista                       | Diff. con Reg. 2008 | Diff. seggi |
| --------------------------- | ------------------- | ----------- |
| Il Popolo della Libertà     | 9,63                | 9           |
| Partito Democratico         | 5,80                | 4           |
| Italia dei Valori           | 12,91               | 4           |
| Partito Socialista Italiano | 0,00                | 0           |
| Sinistra Ecologia Libertà   | 0,18                | 0           |

In termini di voto alle liste, la coalizione di centro-destra ha lasciato sul terreno rispetto 90.156 preferenze, cioè 23,66 punti. Il centro-sinistra, invece, ha guadagnato 15.888 voti, e ha ottenuto l'1,77% in più.
Passando alle liste, quella che perde di più in termini percentuali è l'Italia dei Valori (-12,91%), seguita dai partiti del fu Popolo della Libertà, che perdono il 9,63% rispetto alle regionali del 2008. Se il Partito Socialista Italiano, poi, resta stabile, Sinistra Ecologia Libertà ha guadagnato 0,18%, mentre il Partito Democratico è salito del 5,80%.